# Oxylipeurus clavatus
Oxylipeurus clavatus är en insektsart som först beskrevs av Mcgregor 1917.  Oxylipeurus clavatus ingår i släktet Oxylipeurus och familjen fjäderlöss. Inga underarter finns listade i Catalogue of Life.